# François Grouvel
François, alias François-Pierre Grouvel, né à Rouen le 17 octobre 1771, mort à Strasbourg le 26 décembre 1836, est un général français de l’Empire, de la Restauration, et de la Monarchie de Juillet.

## Biographie

### Des débuts prometteurs sous la Révolution
En 1791, âgé de moins de 20 ans, il s'enrôla comme volontaire dans le 16e régiment de dragons au sein duquel il fit l'apprentissage des armes. Sous-lieutenant en 1794, il servit au sein de cette unité à l'armée de l'Ouest durant les campagnes menées en 1794 et 1795 contre l'insurrection vendéenne. En 1796 le sous-lieutenant Grouvel passa à l'armée d'Italie. Sa conduite lors du blocus de Mantoue (1796-1797) le fit élever au grade de lieutenant. C'est en cette qualité qu'il fut attaché au général Chabot comme aide de camp en 1797. Ce dernier ayant été nommé gouverneur des îles Ioniennes, il le suivi et contribua à la résistance des troupes de la République contre les Turco-Russes à Corfou (1798), ce qui lui valut de passer en quelques mois au grade de capitaine, puis de chef d'escadron. À l'affaire de Castrades, à la tête d'une vingtaine de chasseurs, il enleva une batterie aux Turco-Russes et parvint à faire entrer dans la place des approvisionnements dont elle avait le plus pressant besoin. Après la capitulation de Corfou, le chef d'escadron Grouvel revint à l'armée de l'Ouest en 1799 et 1800, fit ensuite partie de l'armée d'Italie en 1802, puis de l'armée des côtes de l'Océan en 1803 et 1804 où il effectua essentiellement un service de garnison.

### Colonel et général d'Empire
Sous l'Empire il fut attaché, de 1805 à 1809, à la Grande Armée d'Allemagne, comme major du 17e régiment de dragons. Il se distingua notamment à Grünhoff, près de Stettin, le 17 mars 1807 où il battit la bande de partisans insurgés commandée par Unguerland. Aux combats de Tlinitz et de Stankau, en Bohême, il enleva les avant-postes ennemis et résista pendant une journée entière à des forces bien supérieures en nombre. Nommé colonel du 16e régiment de la même arme le 20 janvier 1810, dans lequel il s'était précisément engagé comme volontaire en 1791, il fut affecté à l'armée d'Espagne dont il fit partie de 1810 à 1813. Il eut l'occasion de se signaler à Gor, sur la route de Grenade à Murcie le 12 mai 1811, à la tête de 3 pelotons de son régiment, en enfonçant 3 escadrons de l'armée insurgée de Murcie, tuant 50 hommes, prenant 60 chevaux et faisant 45 prisonniers. À Moralès, près de Tora, le 2 juin 1813, il soutint à la tête de 300 hommes de son régiment l'attaque de 1 500 hussards anglais, appuyés par 6 pièces d'artillerie légère. Il parvint, après de valeureux efforts à dégager un escadron français totalement enveloppé. 
De retour d'Espagne il fut nommé général de brigade le 30 mai 1813 et c'est avec ce grade qu'il fit la campagne de 1813 en Allemagne, et les campagnes de 1814 et 1815. On le retrouve à la bataille de Montereau le 18 février 1814, sous le commandement du général Pajol, dont le corps d'observation était composé des divisions d'infanterie Pacthod et Allix, des brigades de cavalerie commandées par les généraux Delort, du Coëtlosquet, Grouvel et Montbrun. Persuadé de l'arrivée imminente du maréchal Victor, Pajol attaqua l'ennemi avec la plus grande vigueur, après avoir délogé l'avant-garde ennemie des bois de Valence. Seul, il parvint à contenir des heures durant toute l'armée ennemie et au moment où ses troupes faiblissaient, le maréchal Bertrand vint lui annoncer que le corps du maréchal Victor, dont le commandement venait d'être donné au général Gérard, arrivait enfin pour attaquer le flanc droit de l'ennemi. Pajol forma alors la brigade Delort en colonne serrée par pelotons, ordonna à Grouvel et du Coëtlosquet de se rapprocher et de le soutenir, puis chargea à la tête de la cavalerie sur la grande route de Montereau. Malgré un feu meurtrier Pajol, assisté de du Coëtlosquet et de Grouvel, creva les bataillons autrichiens et wurtembergeois. Du haut de Surville Napoléon jubilait : les armées alliées étaient en déroute et battaient en retraite jusqu'à la Tombe, pillant et brûlant tout sur leur passage. Les habitants de la ville s'empressaient d'aider à chasser l'ennemi. L'Empereur récompensa Pajol de cette belle charge de cavalerie par le grade de Grand officier de la légion d'honneur et lui dit: "Si tous les généraux m'avaient servi comme vous, l'ennemi ne serait pas en France".

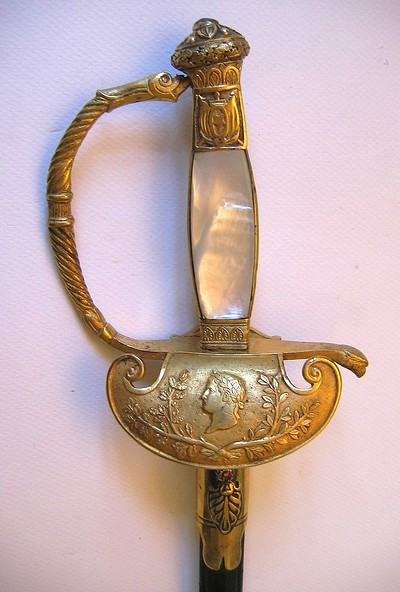
Epée de commandement du général Grouvel sous l'Empire (1813) avec le portrait de Napoléon Ier sur son clavier (collection particulière)

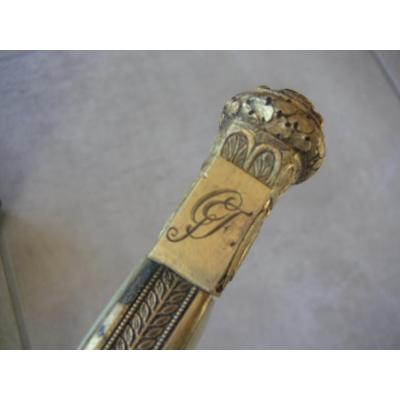
Monogramme de François Grouvel sur son épée de commandement sous l'Empire (1813) (collection particulière)

### Le ralliement à la Restauration
Chevalier de l'Empire le 14 juin 1810, rallié à la Restauration, il fut créé baron héréditaire (lettres patentes du 11 juin 1816), puis vicomte à titre personnel le 11 novembre 1824.
Il poursuivit sa carrière militaire pendant la période de paix qui suivit, en devenant inspecteur général de cavalerie dès 1816 et jusqu'à sa mort, de manière quasi continue. Il fut élevé au grade de lieutenant général en 1825.

## Distinctions
- Chevalier de l'ordre royal et militaire de Saint-Louis

## Postérité
Il épousa le 9 avril 1809 Marie-Anne Nebel, fille de François Xavier Nebel, maire de Haguenau et receveur général du Prince-Évêque de Strasbourg, qui décéda à Strasbourg le 3 février 1854.
Il acheta en 1817 le château d'Osthoffen dans lequel d'importants travaux ont été entrepris dans la première moitié du XIXe siècle. L'architecture initiale de l'édifice a été hélas fortement altérée par ces remaniements. Le château, qui abrite un portrait de lui, appartient toujours à ses descendants.
Il est le père du général de division Jules Grouvel (1818-1895), qui commandait la réserve d'artillerie à la bataille de Frœschwiller-Wœrth (1870).

## Sources
Biographie nouvelle des contemporains, tome 15, Paris, 1824, p. 329-330

Revue d'Alsace, 2e série, tome 3, Strasbourg, 1837, p. 81-86